# Mike Farrell (Eishockeyspieler)
Michael William „Mike“ Farrell (* 20. Oktober 1978 in Edina, Minnesota) ist ein ehemaliger US-amerikanischer Eishockeyspieler, der im Verlauf seiner aktiven Karriere zwischen 1997 und 2004 unter anderem 293 Spiele für die Portland Pirates und Milwaukee Admirals in der American Hockey League (AHL) auf der Position des Verteidigers bestritten hat. Darüber hinaus absolvierte Farrell weitere 13 Partien für die Washington Capitals und Nashville Predators in der National Hockey League (NHL). Seinen größten Karriereerfolg feierte er im Trikot der Milwaukee Admirals mit dem Gewinn des Calder Cups im Jahr 2004.

## Karriere
Nachdem Farrell im Sommer 1997 die High School an der Culver Military Academy abgeschlossen hatte, schrieb der Verteidiger sich am Providence College ein. Dort studierte er die folgenden drei Jahre und spielte parallel für die Eishockeymannschaft des Colleges,  den Friars. Mit ihnen nahm der US-Amerikaner am Spielbetrieb der Hockey East, einer Division im Spielbetrieb der National Collegiate Athletic Association (NCAA) teil. Im Verlauf der drei Spielzeiten absolvierte er 98 Partien und sammelte dabei 37 Scorerpunkte, während er gleichzeitig der Fixpunkt der Friars-Defensiv war. Bereits nach seinem Freshmanjahr war Farrell im NHL Entry Draft 1998 in der achten Runde an 220. Position von den Washington Capitals aus der National Hockey League (NHL) ausgewählt worden.
Im Anschluss an die Collegesaison 1999/2000 debütierte der Abwehrspieler im Trikot von Washingtons Farmteam, den Portland Pirates, in der American Hockey League (AHL) und unterzeichnete danach einen Profivertrag bei den Capitals, womit seine Studienzeit umgehend endete. Farrell spielte fortan weiterhin für die Pirates in der AHL und debütierte erst im Verlauf der Spielzeit 2001/02 für die Capitals in der NHL. Hauptsächlich lief er bis zum Ende der Saison 2002/03 aber weiterhin für Portland in der AHL auf und bestritt während der drei Jahre im Franchise der Hauptstädter lediglich zwölf NHL-Partien. Im Juli 2003 wurde der Defensivspieler, der auch als rechter Flügelstürmer eingesetzt wurde, im Tausch für den Russen Alexander Rjasanzew an die Nashville Predators abgegeben. Nachdem er dort lediglich einmal zum Einsatz gekommen war und den Rest der Saison 2003/04 bei deren Kooperationspartner Milwaukee Admirals in der AHL zum Einsatz gekommen war, beendete der 25-Jährige im Sommer 2004 seine aktive Spielerlaufbahn vorzeitig. Mit den Admirals hatte er zum Abschluss seiner Karriere den Calder Cup gewonnen.

## Erfolge und Auszeichnungen
- 2004 Calder-Cup-Gewinn mit den Milwaukee Admirals

## Karrierestatistik
(Legende zur Spielerstatistik: Sp oder GP = absolvierte Spiele; T oder G = erzielte Tore; V oder A = erzielte Assists; Pkt oder Pts = erzielte Scorerpunkte; SM oder PIM = erhaltene Strafminuten; +/− = Plus/Minus-Bilanz; PP = erzielte Überzahltore; SH = erzielte Unterzahltore; GW = erzielte Siegtore; 1 Play-downs/Relegation; Kursiv: Statistik nicht vollständig)